# 周炽成
周炽成（1961年—2017年），华南师范大学教授。主要研究中国哲学史、中国传统文化、中国近现代思想文化、中西哲学比较、先秦子学研究、宋明理学研究、中国近现代哲学研究等。

## 简介
1961年12月生于广东郁南，1982年毕业于中山大学哲学系，获学士学位；1986年获中山大学哲学系硕士学位。同年到华南师范大学政治系工作，历任助教、讲师、副教授、教授。1994年至1998年留学加拿大，获阿尔伯塔大学哲学系硕士学位。2004年，获中山大学哲学系博士学位。
毕业后回国，任华南师范大学政治与行政学院副院长、二级教授、博士生导师、中国哲学专业博士生指导组负责人、硕士生指导组负责人。

## 思想
周在鲁语用得最多、最滥的“文革”中接受基础教育。在八十年代做研究生的时候，周非常崇拜鲁迅，尤其崇拜他对奴性的批判，曾有《改掉我们的奴性》这样的小文章发表。但是，九十年代之后，随着阅历的增加，慢慢觉察出鲁语之偏激与极端。遂而提倡少读鲁迅，多读《论语》。